# Заріччя (Кулицьке сільське поселення)
Заріччя (рос. Заречье) — присілок в Калінінському районі Тверської області Російської Федерації.
Населення становить 36 осіб. Входить до складу муніципального утворення Кулицьке сільське поселення.

## Історія
Від 2005 року входить до складу муніципального утворення Кулицьке сільське поселення.

## Населення
| 2010 |
| ---- |
| 36   |